# 31 Crateris
31 Crateris, som är stjärnans Flamsteed-beteckning, är en dubbelstjärna, belägen i den östra delen av stjärnbilden Korpen och har även variabelbeteckningen TY Corvi. Den har en kombinerad skenbar magnitud som varierar 5,19 – 5,23 med en period av 1,48 dygn och är svagt synlig för blotta ögat där ljusföroreningar ej förekommer. Baserat på parallaxmätning inom Hipparcosuppdraget på ca 3,0 mas, beräknas den befinna sig på ett avstånd på ca 3 000 ljusår (ca 1 000 parsek) från solen. Den rör sig bort från solen med en heliocentrisk radialhastighet på ca 3 km/s. Primärstjärnan är möjligen en blå överlöpare från Hyaderna.
31 Crateris infördes i Korpen i samband med det formella beslutet om stjärnbildernas gränser år 1922.

## Egenskaper
Primärstjärnan 31 Crateris A är en blå till vit stjärna i huvudserien av spektralklass B1.5 V. Den har en massa som är ca 16 solmassor, en radie som är ca 10 solradier och utsänder från dess fotosfär ca 52 000 gånger mera energi än solen vid en effektiv temperatur av ca 23 700 K. 

31 Crateris kan vara en förmörkelsevariabel.

31 Crateris än dubbelstjärna där de två stjärnorna kretsar kring varandra med en period av 2,9631 dygn. Litet är känt om följeslagaren. Den 27 mars 1974 upptäckte Mariner 10-sonden ultraviolett strålning från en avlägsen källa. Denna antogs ursprungligen vara Merkurius måne innan källan visade sig vara 31 Crateris.